# Dicranomyia (Caenolimonia) neorepanda
Dicranomyia (Caenolimonia) neorepanda is een tweevleugelige uit de familie steltmuggen (Limoniidae). De soort komt voor in het Neotropisch gebied.